# Lyford (Oxfordshire)
Lyford is een civil parish in het bestuurlijke gebied Vale of White Horse, in het Engelse graafschap Oxfordshire.